# Kōmeitō
Die Kōmeitō (jap. 公明党, wörtlich „Gerechtigkeitspartei“; engl. Komeito oder Clean Government Party) ist eine politische Partei in Japan. Die Parteimitglieder der Kōmeitō sind mehrheitlich Anhänger der neuen religiösen Bewegung Sōka Gakkai. Sie ist seit 1999 der Koalitionspartner der Liberaldemokratischen Partei und sieht sich als sozialstaatlicher und pazifistischer als diese.
Die Kōmeitō hatte nach eigenen Angaben 2016 420.000 Mitglieder, darunter 55.000 in ihrer Nachwuchsorganisation.

## Geschichte

### Vorläuferparteien
Bereits zu den Unterhauswahlen im Jahr 1956 sowie den Oberhauswahlen im Jahr 1959 kandidierten einige Anhänger der Sōka Gakkai. Im Jahr 1962 erreichte die Gruppierung unter dem Namen Kōmei Seiji Renmei (公明政治連盟; „Bund für saubere Politik“) Fraktionsstärke. Im Jahr 1964 formierte sich daraus die Kōmeitō. Sie gilt als politischer Arm der buddhistisch geprägten neuen religiösen Bewegung Sōka Gakkai (Gesellschaft zur Schaffung von Werten). Programmatischer Inhalt der Partei war der humanitäre Sozialismus mit einer strikten Abgrenzung gegenüber den Kommunisten. Im Dezember 1994 wurde die Kōmeitō aufgelöst, nachdem die Allianz zwischen Sozialdemokraten und Liberaldemokraten sie in die Opposition zwang. Ehemalige Parteimitglieder gründeten sogleich zwei Parteien: die Kōmei (公明), die aus einigen Oberhausmitgliedern bestand, und die Kōmei New Party (公明新党), die vor allem aus Unterhausmitgliedern bestand. Letztere schloss sich sofort der Shinshintō an, einem Vorläufer der späteren Demokratischen Partei, deren größte Gemeinsamkeit in der Opposition zur LDP bestand. Die Kōmei bestand mit mäßigem Wahlerfolg eigenständig weiter. Ende 1997 löste sich die Shinshintō auf und ehemalige Kōmeitō-Mitglieder (organisiert im Reimei Club (黎明クラブ), reimei kurabu, „Morgendämmerungsklub“), die Kōmei sowie die rechte Splitterpartei Heiwa Kaikaku (平和・改革, „Friede und Reform“) – selbst eine Fusion aus der Shintō Heiwa (新党平和, „Neuen Partei Frieden“) und dem Kaikaku Club (改革クラブ, kaikaku kurabu, „Reform-Klub“) – schlossen sich 1998 zur Neuen Kōmeitō zusammen (sie bezeichnet sich selbst inzwischen auf Japanisch wieder als Kōmeitō, im Englischen aber bis 2014 als New Komeito).

### Neue Kōmeitō
Die neue Partei ist in der Formulierung ihres politischen Programms weniger eindeutig, auch um die neuen Mitglieder zu berücksichtigen, und ist in ihren Positionen näher an die Liberaldemokratische Partei (LDP) gerückt. Ab 1999 (damals unter der Regierung von Keizō Obuchi) arbeitete sie mit der LDP in einer Koalitionsregierung zusammen, nachdem die Vorgängerparteien lediglich in den Jahren 1993–1994 an der Regierung beteiligt waren, als die LDP in die Opposition gezwungen wurde. Außerdem legt die Partei Wert auf die Feststellung, dass sie finanziell und organisatorisch unabhängig von Sōka Gakkai ist, auch wenn sie von der Organisation unterstützt wird und die Stammwählerschaft von Politikwissenschaftlern weiterhin bei den Mitgliedern der Sōka Gakkai angesiedelt wird. Die überwiegende Mehrheit der Parteimitglieder sind auch Mitglied der Sōka Gakkai.
Unter Premierminister Jun’ichirō Koizumi trug die Kōmeitō dessen innenpolitische Reformen zur Finanzmarktderegulierung und der Privatisierung der Staatspost mit, wandte sich aber gegen seine Besuche im Yasukuni-Schrein. Koizumis Versuche, den pazifistischen Artikel 9 der Nachkriegsverfassung zu ändern, stießen in der Partei auf Ablehnung: Während einige Mitglieder eine explizite Erwähnung der Selbstverteidigungsstreitkräfte unterstützten, lehnt die Partei eine Änderung der Kriegsverbotsklausel mehrheitlich ab. Dem Irak-Einsatz der Selbstverteidigungsstreitkräfte stimmte die Partei zu, betonte aber den humanitären Charakter des Einsatzes.
Bei der Unterhauswahl 2009 wurde die zehn Jahre währende Koalition zwischen der LDP und Kōmeitō durch den japanischen Wähler abgewählt. Die Kōmeitō musste mit einem Verlust von 10 Sitzen auf nun 21 eine herbe Wahlniederlage hinnehmen und verlor alle ihre Wahlkreismandate, darunter das ihres Vorsitzenden Akihiro Ōta, der nicht über die Verhältniswahlliste abgesichert war. Folglich trat er von seinem Posten zurück und wurde von Natsuo Yamaguchi ersetzt. Im Oberhaus verfügte die Partei nach der Wahl 2010 über 19 Abgeordnete.
Mit dem Sieg der LDP unter der Führung Shinzō Abes bei der Unterhauswahl 2012 ging die Kōmeitō wieder eine Koalition mit dieser ein und ermöglichte ihr somit die für eine Überstimmung des Oberhauses und eine Verfassungsänderung notwendige Zweidrittelmehrheit im Unterhaus. Die Kōmeitō selbst konnte ihre verlorenen 10 Sitze wieder zurückgewinnen und stellte im zweiten Kabinett Abe mit ihrem ehemaligen Vorsitzenden Akihiro Ōta den Land- und Verkehrsminister. Bei einer Kabinettsumbildung im Oktober 2015 wurde Ōta vom bisherigen PARC-Vorsitzenden Keiichi Ishii abgelöst. Als Mitglied der Regierung stimmte die Kōmeitō 2015 im Kokkai für das äußerst umstrittene Gesetz zur kollektiven Selbstverteidigung, welches die Befugnisse der japanischen Streitkräfte insofern erweitert, dass sie nun als Teil eines kollektiven Verteidigungssystems im Rahmen des Vertrags über gegenseitige Kooperation und Sicherheit zwischen Japan und den Vereinigten Staaten nicht mehr ausschließlich auf die Verteidigung Japans beschränkt ist. Einer von der LDP geplanten Änderung des Artikels 9 der Verfassung steht die Partei weiterhin kritisch gegenüber.

## Kritik
Beobachter unterstellen der Partei, politischer Arm der Soka Gakkai zu sein. Diesen Umstand sehen Kritiker als einen Verstoß gegen Artikel 20 der japanischen Verfassung an, der eine Trennung von Religion und Politik vorsieht. Ihren pazifistischen Kurs hat die Partei in den letzten Jahren zunehmend verlassen.

## Parteigremien

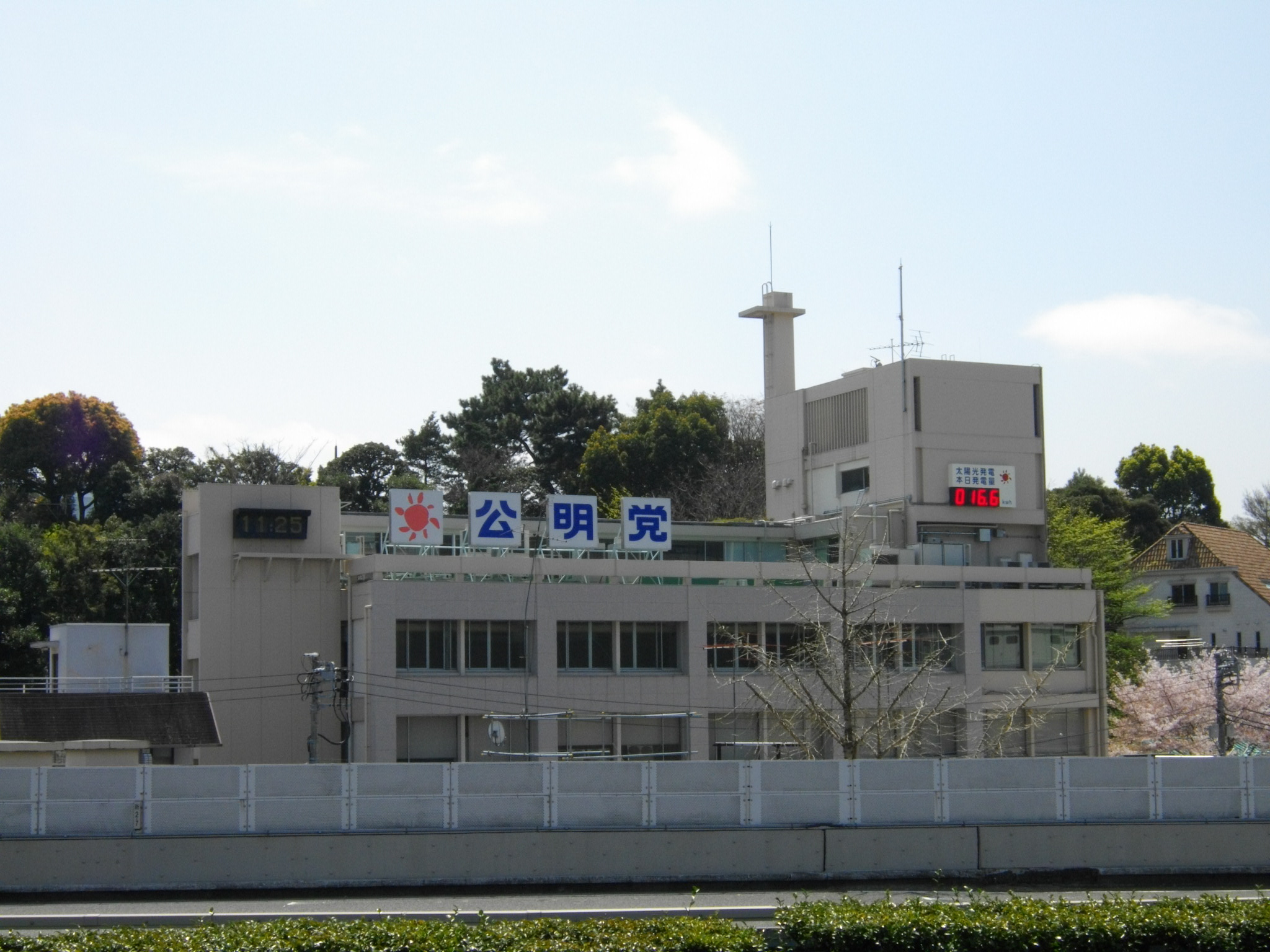
Die Parteizentrale in Shinjuku

Nominell höchstes Entscheidungsorgan ist der Landesparteitag (zenkoku taikai), der regulär alle zwei Jahre zusammenkommt. Er bestimmt den Parteivorsitzenden (daihyō) und auf dessen Vorschlag die übrigen Mitglieder des „Zentralvorstands“ (中央幹事会, chūō kanjikai; 2014 umbenannt und umstrukturiert) der Kōmeitō. In der Zeit zwischen den Parteitagen wird die kleinere „Landesdelegiertenkonferenz“ (全国代表者会議, zenkoku daihyōsha kaigi) einberufen, die bei vorzeitigen Wahlen auch über die Besetzung des Vorstands entscheidet.
Parteivorsitzender ist seit 2009 Natsuo Yamaguchi, Generalsekretär ist Keiichi Ishii. Zum Parteivorstand gehören außerdem fünf Vizevorsitzende. Zusammen mit Akihiro Ōta als Vorsitzendem der „Landesdelegiertenkonferenz“ und 19 weiteren Mitgliedern bilden sie den „Zentralvorstand“ (chūōkanjikai), der in seiner Funktion in etwa dem Exekutivrat bei anderen Parteien entspricht. Vorsitzender des Politikforschungsrats (seimuchōsakai), der mit Ministerien und Parlamentsausschüssen an Gesetzentwürfen arbeitet, ist Yuzuru Takeuchi, Vorsitzender des Komitees für Parlamentsangelegenheiten Yōsuke Takagi.
In der „alten“ Kōmeitō vor 1994 hieß der Vorstand chūō shikkō iinkai (中央執行委員会, „Zentralexekutivkomitee“) und der Parteivorsitzende entsprechend chūō shikkō iinkai iinchō.
Am 1. Februar 2021 trat der ehemalige stellvertretende Generalsekretär der Partei, Kiyohiko Tōyama, aufgrund von Hostess-Besuchen und dem damit einhergehenden Verstoßes gegen Corona-Auflagen von seinen Ämtern zurück.

## Bisherige Parteivorsitzende
- 1964–1994 als 公明党中央執行委員会委員長 Kōmeitō chūō shikkō iinkai iinchō, „Vorsitzende des Zentralexekutivkomitees der Kōmeitō“
  - Kōji Harashima Nov.–Dez. 1964 (starb im Amt), Parlamentsmandat: Senat, landesweiter Wahlkreis
  - Takehisa Tsuji 1964–67, Senat, landesweiter Wk.
  - Yoshikatsu Takeiiri 1967–86, Abgeordnetenhaus, Tokio 10
  - Jun’ya Yano 1986–89, Abg., Osaka 4
  - Kōshirō Ishida 1989–94, Abg., Aichi 6
- Vorsitzende der Nachfolge-/Vorgängerparteien während der Spaltung/Teilauflösung 1994–1998
  - Vorsitzender der Neuen Kōmei-Partei (公明新党代表 Kōmei shintō daihyō) 1994
    - Kōshirō Ishida, Abg., Aichi 6

  - Vorsitzende des Zentralvorstandes von Kōmei (公明中央幹事会代表 Kōmei chūō kanjikai daihyō) 1994–1998
    - Tomio Fujii 1994–98, Mitglied im Präfekturparlament Tokio für den Wk. Shinjuku
    - Toshiko Hamayotsu, Jan.–Nov. 1998, Senat, Verhältniswahl-Wk.

  - Vorsitzender des Zentralvorstandes der Neuen Friedenspartei (新党平和中央幹事会代表 Shintō heiwa chūō kanjikai daihyō) 1998
    - Takenori Kanzaki, Abg., Verhältniswahl Kyūshū

  - Vorsitzender des „Club Morgendämmerung“ (黎明クラブ代表 Reimei kurabu daihyō) 1998
    - Kazuyoshi Shirahama, Senat, Osaka
- Vorsitzende der rekonstituierten Kōmeitō seit 1998, zunächst als Vorsitzende des Zentralvorstands der Kōmeitō (公明党中央幹事会代表 Kōmeitō chūō kanjikai daihyō), seit 2014 als 公明党常任役員会代表 Kōmeitō jōnin yakuinkai daihyō, etwa „Vorsitzender des ständigen Vorstands[gremiums] der Kōmeitō“
  - Takenori Kanzaki 1998–2006, Abg., Vw. Kyūshū
  - Akihiro Ōta 2006–2009, Abg., Tokio 12
  - Natsuo Yamaguchi 2009–2024, Senat, Tokio
  - Keiichi Ishii Sept.–Nov. 2024, Abg., Vw. Nord-Kantō
  - Tetsuo Saitō seit Nov. 2024, Abg., Hiroshima 3